# Kani-Kéli
Pour les articles homonymes, voir Kani (homonymie) et KELI.
Kani-Kéli est une commune française située dans le département et région d'outre-mer de Mayotte, peuplée de 5 507 habitants en 2017.

## Géographie

### Localisation

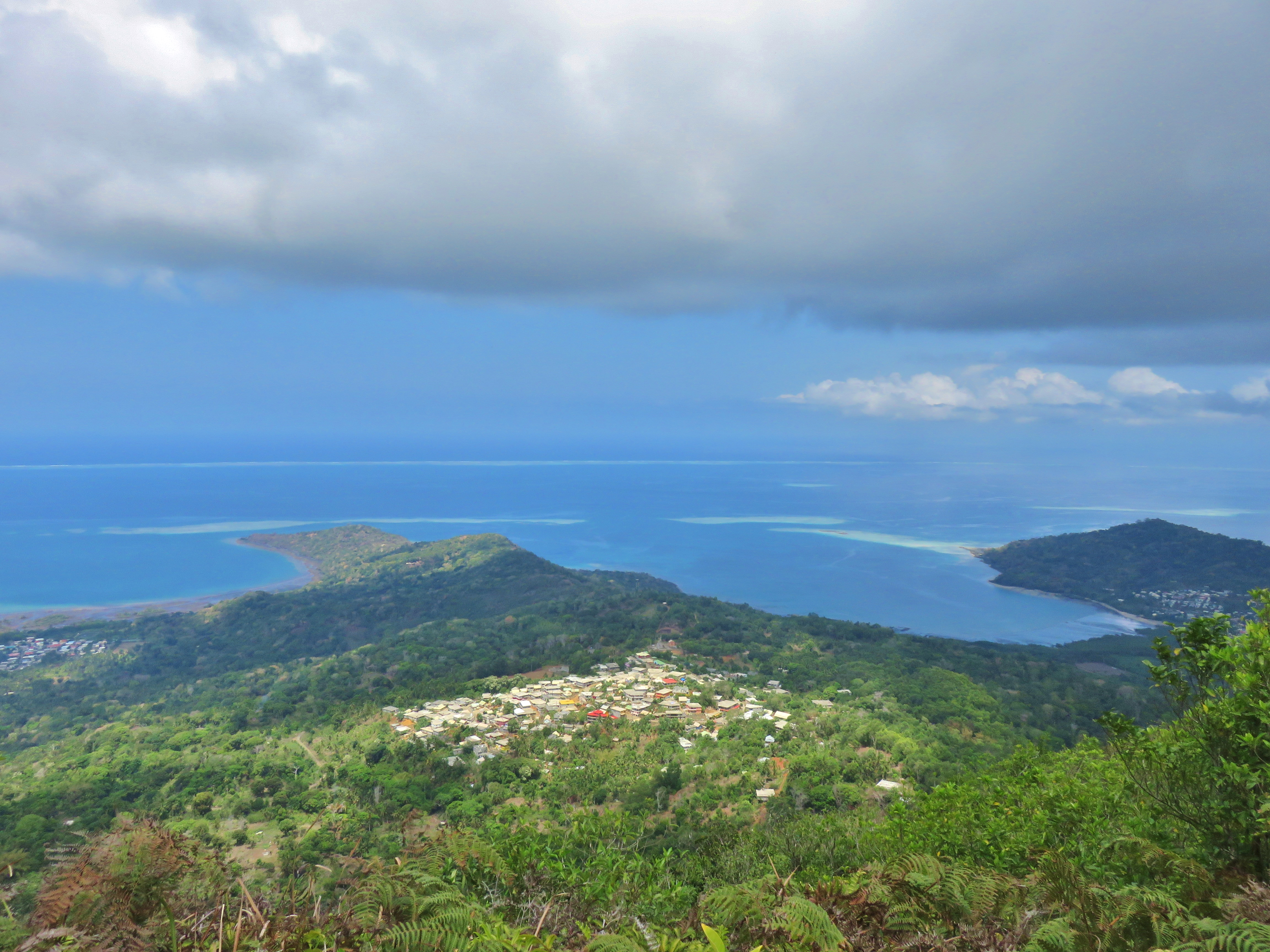
Le sud depuis le mont Choungui : on voit les villages de Choungui (centre) Mronabéja (gauche) et Kani-Kéli (droite).

Le village de Kani-Kéli est situé au fond d'une des quatre grandes baies de la « crête » de Mayotte, au sud. La commune occupe d'ailleurs une grande partie de cette crête.
| Bouéni                             | Chirongui                          | Chirongui |
| Canal du Mozambique (océan Indien) | Kani-Kéli                          | Bandrele  |
|                                    | Canal du Mozambique (océan Indien) |           |

### Climat
Le climat de Kani-Kéli est de type tropical.

### Paysages et milieux naturels
Kani-Kéli abrite une des plages les plus réputées de Mayotte, N'Gouja, où l'on est à peu près assuré de voir plusieurs espèces de tortues marines qui apprécient particulièrement la prairie sous-marine qui mène au tombant. Cette colonie de tortues est l'une des plus importantes de la région, et les scientifiques suggèrent que la présence d'un hôtel aurait un effet bénéfique, la sécurité de l'hôtel empêchant à cet endroit le féroce braconnage qui sévit presque partout ailleurs sur l'île. Outre un restaurant, une petite base nautique, qui permet aux touristes de partir à la découverte des tortues et du tombant, a aussi été installée à Ngouja.

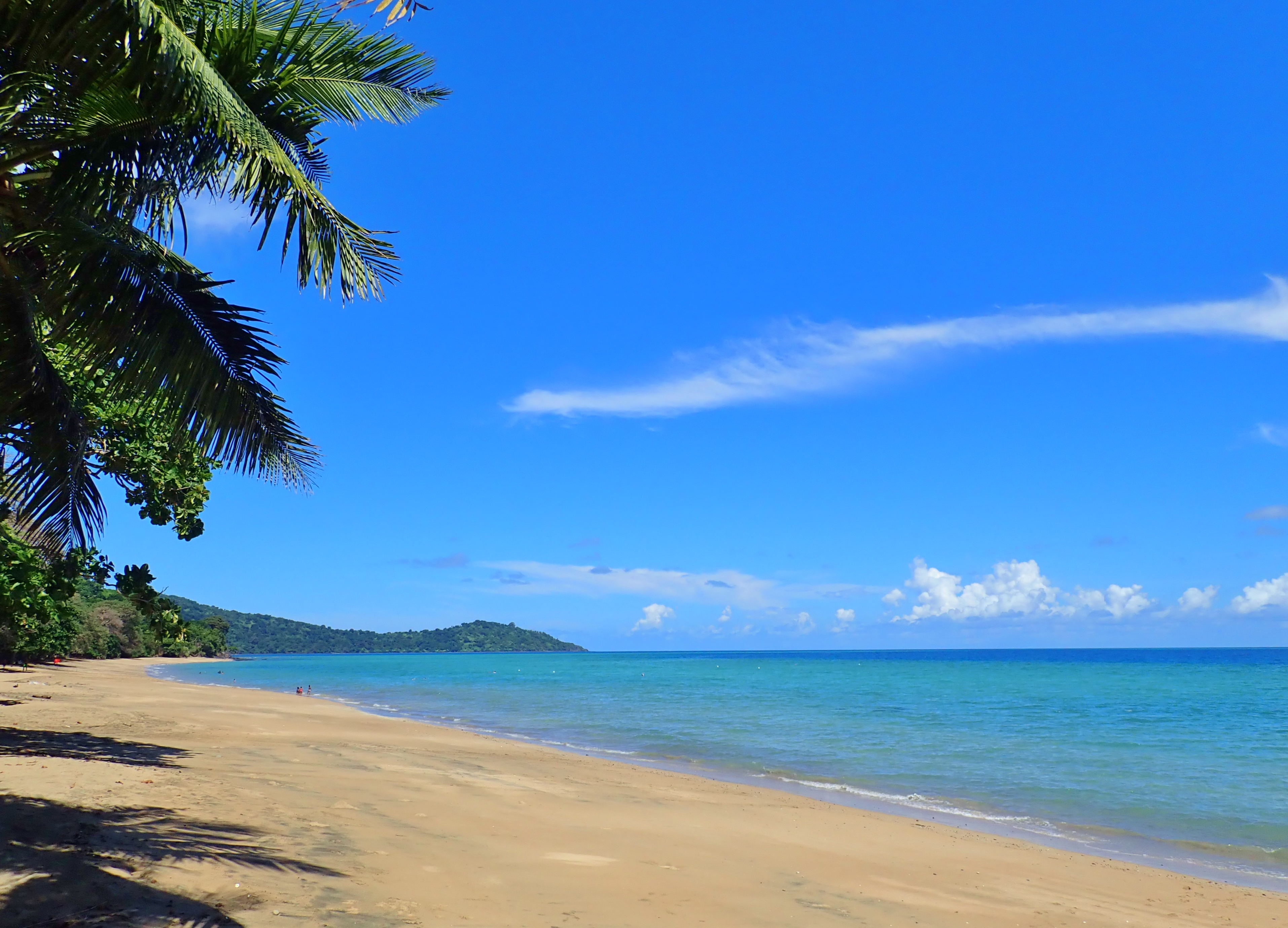
La plage de N'Gouja.
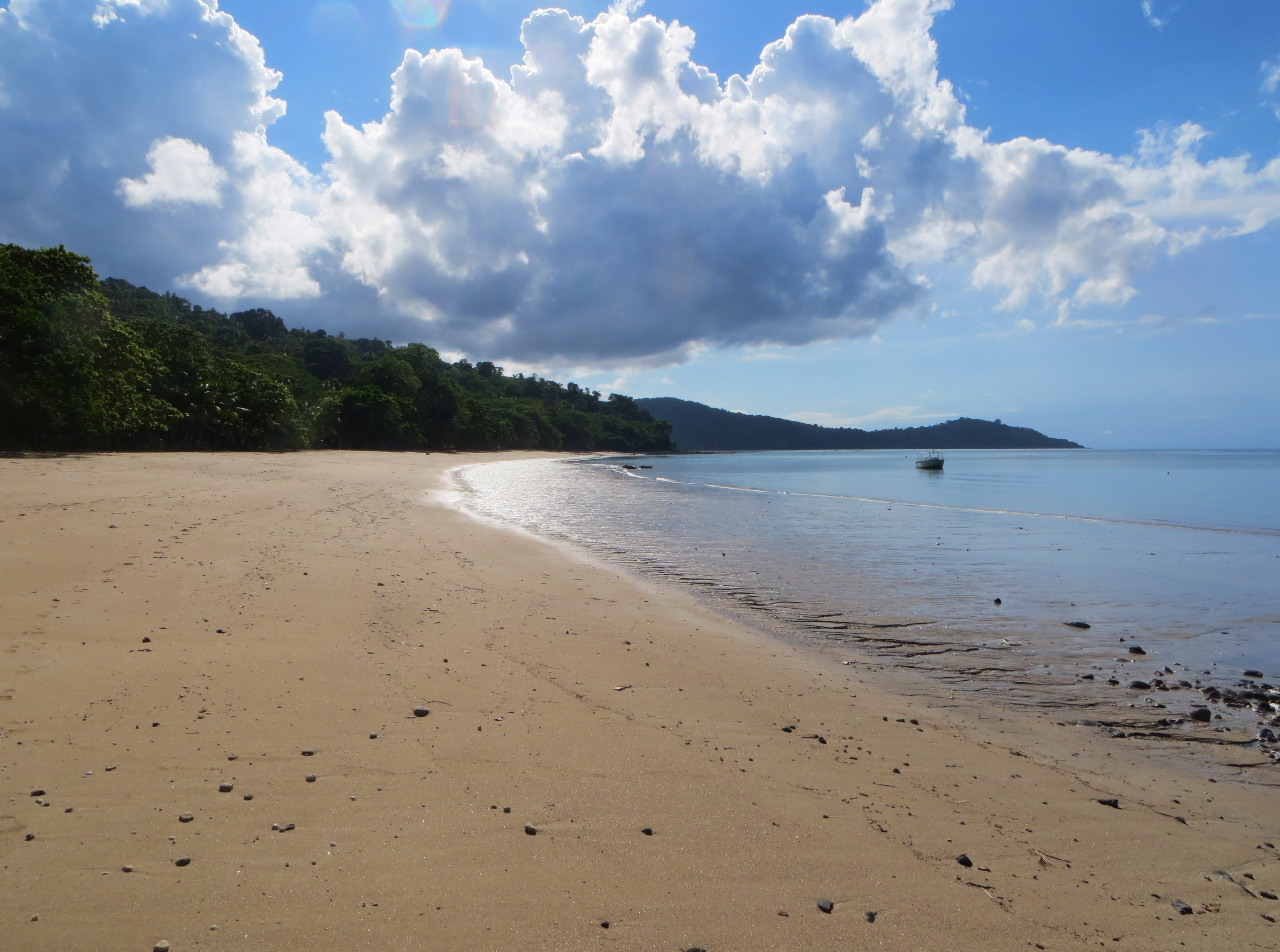
La plage de N'Gouja à marée basse.
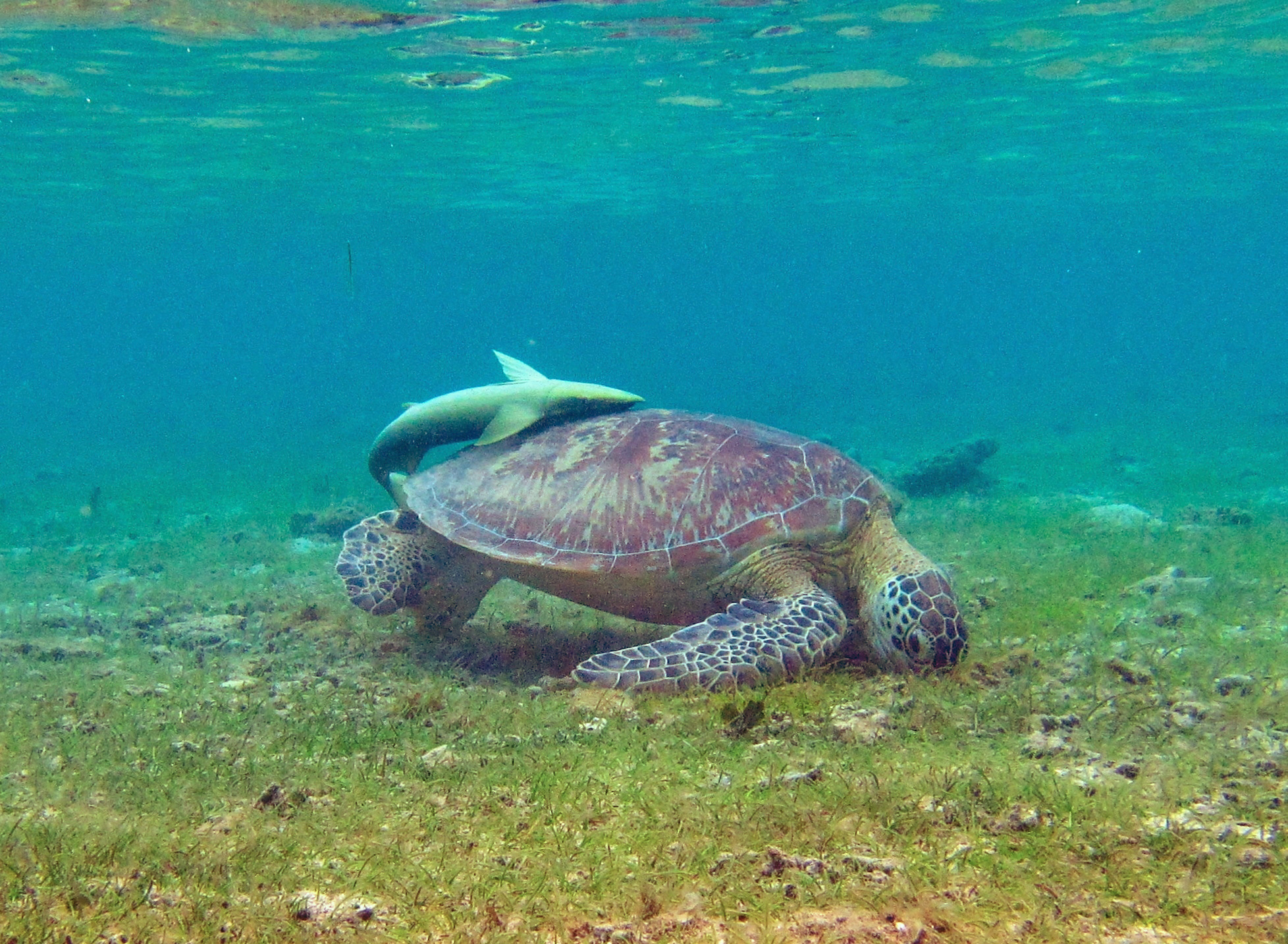
Tortue verte (espèce protégée) à N'Gouja.

## Urbanisme

### Typologie
Kani-Kéli est une commune rurale, car elle fait partie des communes peu ou très peu denses, au sens de la grille communale de densité de l'Insee,,,. Elle appartient à l'unité urbaine de Kani-Kéli, une agglomération intra-départementale regroupant 1 commune et 5 507 habitants en 2017, dont elle est une ville isolée,.
Par ailleurs la commune fait partie de l'aire d'attraction de Mamoudzou, dont elle est une commune de la couronne. Cette aire, qui regroupe 17 communes, est catégorisée dans les aires de 200 000 à moins de 700 000 habitants,.
La commune est également une commune littorale au sens de la loi du 3 janvier 1986, dite loi littoral. Des dispositions spécifiques d’urbanisme s’y appliquent dès lors afin de préserver les espaces naturels, les sites, les paysages et l’équilibre écologique du littoral, par exemple le principe d'inconstructibilité, en dehors des espaces urbanisés, sur la bande littorale des 100 mètres, ou plus si le plan local d’urbanisme le prévoit,.

### Lieux-dits, hameaux et écarts
La commune est constituée de six villages :
- Kani-Kéli
- Choungui
- Kani-Bé
- Mbouini
- Mronabéja (ou M'Ronabéja),
- Passi-Kéli.

## Toponymie
La toponymie des villages de Mutsamudu et M’ronabeja semble malgache : Mronabeja ou Moroni-Abeja signifie « au bord de la rivière Abeja ». Il vient des mots sakalaves amoro qui veut dire « au bord » et ony, « rivière », et de Abeja (nom propre de la rivière, d'origine obscure).
Mronabeja pourrait également provenir du shimaoré. Mro « rivière » et béja « roi », « la rivière du roi» qui renvoie à la période pré-sultanique de Mayotte avec la venue d'un roi Grand-comorien qui aurait descendu la rivière pour choisir son établissement « bedja ».
Mronabeja est situé à l’embouchure d’une rivière qui, selon les témoignages des anciens, coulait autrefois abondamment. Elle ne forme plus à présent de part et d’autre des habitations, qu’une zone humide, marécageuse en saison des pluies, et visible en amont, bordé d’un important couvert végétal agrémenté de manguiers, arbres particulièrement convoités par les lémuriens lors de la saison des mangues.
Mutsamudu ne semble pas être le nom primitif de ce village : la tradition shibushi, est à la base de la création du village et l’attribution du nom, évoque le terme de Fasiñimainty comme tout premier nom d’origine malgache, fasiñy viendrait du mot merina fasiña qui veut dire « sable » et du mot sakalava mainty « noir » (qu'on retrouve dans Passamaïnty). Ce premier toponyme fut par la suite supplanté par la dénomination mahoraise M’tsangamudru, mot qui signifie en swahili shimahoré « au sable noir » (m’tsanga = sable, mudru = noir). Ensuite les habitants d’origine malgache transformèrent ce nom de M’tsangamudru en celui qu’on lui connaît aujourd’hui.

## Histoire
Kani-Kéli fait partie des villages dont les habitants sont originaires de Madagascar. On y parle donc le malgache dans les villages de Kani-Kéli, Passi-Kéli, Mronabéja et Mbouini alors qu'on utilise le shimaoré dans les villages de Choungui et Kani-Bé.

## Politique et administration
| Période                                  | Période       | Identité            | Étiquette          | Qualité    |
| ---------------------------------------- | ------------- | ------------------- | ------------------ | ---------- |
| 1989                                     | Maire en 2000 | Madi Ahamada Anissi |                    |            |
| Les données manquantes sont à compléter. |               |                     |                    |            |
| 2008                                     | mars 2014     | Aynoudine Madi      | Fikira Tsika (DVG) |            |
| mars 2014                                | juillet 2020  | Soilihi Ahmed       | UMP → LR           | Enseignant |
| juillet 2020                             | En cours      | Abdou Rachadi       | DVD                |            |
| Les données manquantes sont à compléter. |               |                     |                    |            |

## Population et société

### Démographie
L'évolution du nombre d'habitants est connue à travers les recensements de la population effectués dans la commune depuis 1978. À partir de 2006, les populations légales des communes sont publiées annuellement par l'Insee, mais la loi relative à la démocratie de proximité du 27 février 2002 a, dans ses articles consacrés au recensement de la population, instauré des recensements de la population tous les cinq ans en Nouvelle-Calédonie, en Polynésie française, à Mayotte et dans les îles Wallis-et-Futuna, ce qui n’était pas le cas auparavant. Pour la commune, le premier recensement exhaustif entrant dans le cadre du nouveau dispositif a été réalisé en 2002, les précédents recensements ont eu lieu en 1978, 1985, 1991 et 1997.
En 2017, la commune comptait 5 507 habitants, en augmentation de 11,93 % par rapport à 2012
| 1978  | 1985  | 1991  | 1997  | 2002  | 2007  | 2012  | 2017  |
| ----- | ----- | ----- | ----- | ----- | ----- | ----- | ----- |
| 1 962 | 2 792 | 3 410 | 4 156 | 4 336 | 4 527 | 4 920 | 5 507 |

### Langues
En 2007, 33 % de la population de Kani-Kéli de moins de 14 ans ne parlait pas le français, moins de 3 % parlait le français sans parler de langue locale, 65 % parlait le français et au moins une langue locale. La langue locale la plus commune à Kani-Kéli est le shibushi.

## Économie
L'activité de Kani-Kéli est principalement orientée vers la pêche. On y trouve d'ailleurs une des rares coopératives de pêcheurs de Mayotte.

## Culture locale et patrimoine

### Lieux et monuments
- Baie de Kani.

### Personnalités liées à la commune
- Younoussa Bamana (1935-2007), homme politique français.
- Rekman Seller (1995-), chanteur.
- Toifilou Maoulida (1979-), footballeur professionnel.

### Héraldique
| Blason | Blasonnement : |